# ALL MY TRUE LOVE
「ALL MY TRUE LOVE」（オール・マイ・トゥルー・ラヴ）は、日本の女性歌手グループSPEEDの8枚目のシングル。1998年10月28日にTOY'S FACTORYよりリリースされた。

## 解説
- 本作はグループ初のマキシシングルであり、カップリング曲には島袋のソロ曲（hiroとして）「見つめていたい」今井のソロ曲（Eriko with Crunchとして）「冷たくしないで」が収録されている。いずれもミュージックステーションなどの音楽番組で披露された。
- 初回生産分のみスリックカードジャケット仕様。スリーブケースに加え、歌詞カードがSPEEDとhiroとErikoでそれぞれ分かれたカード仕様になっている。
- 本来は水曜日発売であるが、出荷の関係で一部の店舗では4日前の日曜日から店頭に並んでいた。そのためそれらの店舗で若干の売上を記録し、本来チャートインするはずの週より1週早く週間113位（オリコン）にチャートインした。当時オリコンチャートは100位圏外は順位のみの公表であったため、113位にチャートインした週は参考記録となり、112ランクアップし1位を記録した翌週が初登場週という扱いになった。そのため、最も急上昇して1位を獲得した当時の作品（100位圏外からの記録）とされている。また、100位圏内からの最も急上昇して1位を獲得した作品は、ピンク・レディーの「カメレオン・アーミー」（88位→1位、87ランクアップ）である。
- オリコンチャートで7週連続トップ20入りになるなど、ロングセラーとなった曲である。
- 出荷ベースで4作連続ミリオンセラーを達成し、累計売上は160万枚（公称）[1]。オリコン集計での累計売上は122.1万枚。オリコン調べでは、アイドルグループのマキシシングルとして初のミリオンセラーを達成した[2]。

## 収録曲
1. ALL MY TRUE LOVE / SPEED
作詞・作曲：伊秩弘将/ 編曲：水島康貴
TBS独占放送・1998バレーボール世界選手権テーマソング
「ALIVE」と同様にベストアルバム『MOMENT』には収録されているが、オリジナルアルバムには収録されていない。
2. 見つめていたい / hiro
エプソン「カラリオ」CMソング
3. 冷たくしないで / Eriko with Crunch
ロート製薬「キャンパスリップ」CMソング
4. ALL MY TRUE LOVE(instrumental) / SPEED
5. 見つめていたい(instrumental) / hiro
6. 冷たくしないで(instrumental) / Eriko with Crunch

## 収録アルバム
- MOMENT（#1）
- SPEED THE MEMORIAL BEST 1335days Dear Friends 2（#1）
- ラブリィ! Pop & Cute Dance Trax（#1）
- スポコン! -Sports Music Compilation-（#1）
- SPEED MEMORIAL LIVE “One More Dream” + Remix!!!（#1 ライブ音源、Za downtown weekend mix）
- BEST HITS LIVE〜Save The Children SPEED LIVE 2003〜（#1 ライブ音源）
- SPEEDLAND -The Premium Best Re Tracks-（#1 セルフカバー）
- BRILLIANT（#2）
- 寛 スペシャル・ボックス（#2）
- 寛 シングル・コレクション（#2）
- Naked and True（#2 DJ Hasebe remix PART-1）
- Single Collection 〜Stairway〜（#3）
- My Place（#3 TRANSPACIFIC RADIO MIX）

## カバー
- BENI（2021年）
- アイドリング！！！（2007年）